# Vladimir Padrino López
Vladimir Padrino López là Bộ trưởng Quốc phòng hiện tại của Lực lượng Vũ trang Quốc gia Cộng hòa Bolivar Venezuela.

## Binh nghiệp
Ngày 5 tháng 7 năm 1984, Padrino tốt nghiệp Học viện Quân sự Venezuela. Ông chỉ huy các nhân viên súng cối của Tiểu đoàn bộ binh Antonio Ricaurte ở Rubio, bang Táchira. Trong khoảng thời gian từ tháng 2 đến tháng 5 năm 1995, Padrino đã được gửi đến Trường "Châu Mỹ" tại Fort Benning, Georgia để tham gia khóa học "Hoạt động tâm lý" và "Huấn luyện sĩ quan nâng cao" của Quân đội Hoa Kỳ. Trong nỗ lực đảo chính của Venezuela năm 2002, ông là đại tá của Tiểu đoàn bộ binh Simon Bolivar ở Fuerte Tiuna, vẫn trung thành với chính phủ của Hugo Chávez. Sau đó, ông được Tổng thống Chavez bổ nhiệm làm Tham mưu trưởng Liên hợp quốc phòng khu vực chiến lược.
Năm 2013, Padrino trở thành tổng tư lệnh các lực lượng vũ trang Venezuela. Ngày 24 tháng 10 năm 2014, Padrino được Tổng thống Nicolas Maduro chỉ định là người kế vị của Carmen Melendez với tư cách là Bộ trưởng Bộ Quốc phòng. Hiện tại Padrino và Bộ trưởng Bộ Quốc phòng Nhân dân giữ các vị trí chỉ huy Chiến lược hoạt động của Lực lượng Vũ trang Quốc gia Bolivar.